# Koninkrijk Algarve
Het koninkrijk Algarve (Portugees: Reino do Algarve  en vernoemd naar het (Arabische: Gharb al-Andalus غرب الأندلس) was een nominatief koninkrijk binnen het koninkrijk Portugal dat bestond tussen 1249 en 1910. Het koninkrijk was via een personele unie van de kroon verbonden met het koninkrijk Portugal en bevond zich in het zuiden van het Portugese grondgebied.
Het koninkrijk Algarve was alleen in naam een koninkrijk. Er golden namelijk dezelfde regels en privileges als in de rest van Portugal en was dus eigenlijk een soort Portugese provincie met een koninklijke titel. De naam verwees naar een historisch Moors koninkrijk dat door Portugal werd veroverd; de naam herdacht dit. De eerste koning die de titel koning van de Algarve ging dragen was koning Alfons III van Portugal, die deze titel ging voeren, nadat hij de verovering van de Algarve op de Moren voltooid had in 1249 en ze compleet verdreven had van het grondgebied van Portugal. De koningen van Portugal bleven deze titel voeren tot de omvorming van het koninkrijk Portugal, in de republiek Portugal in 1910. Voorganger van de titel koning van de Algarve die gedragen werd door de koning van Portugal was koning van Silves. Koning Sancho I van Portugal droeg deze titel vanaf 1189, nadat hij de stad Silves had veroverd.